# NASCAR Xfinity Series
La NASCAR Xfinity Series es un campeonato de stock cars sancionado por NASCAR, que se disputa principalmente en óvalos de Estados Unidos desde 1950. Es la segunda división más importante de NASCAR, por debajo de la NASCAR Cup Series y por encima de la NASCAR Truck Series.

## Nombre de la categoría
El nombre del campeonato ha tenido numerosos nombres a lo largo de su historia. A partir de 2004, la categoría dejó de tener un nombre distintivo y pasó a denominarse exclusivamente según el auspiciante.
- NASCAR Sportsman Division (1950-1967)
- NASCAR Late Model Sportsman Division (1968-1981)
- NASCAR Late Model Sportsman Series (1982-1983; auspiciado por Budweiser)
- NASCAR Busch Grand National Series (1984-2003; auspiciado por Busch)
- NASCAR Busch Series (2004-2007)
- NASCAR Nationwide Series (2008-2014)
- NASCAR Xfinity Series (2015-presente) Xfinity es un nombre comercial de Comcast.

## Historia
Originalmente, la categoría disputaba sus carreras en óvalos chicos y con automóviles compactos equipado con motores V6. Recién a finales de la década de 1960 comenzó a visitar superóvalos como el de Daytona, para cuyas carreras se usaban automóviles que anteriormente habían competido en la división principal. En 1989, el reglamento forzó a los participantes a usar los mismos modelos de automóviles que la Copa. Los motores pasaron a ser V8 en la temporada 1995; la gasolina dejó de tener plomo en la segunda fecha del año 2007.

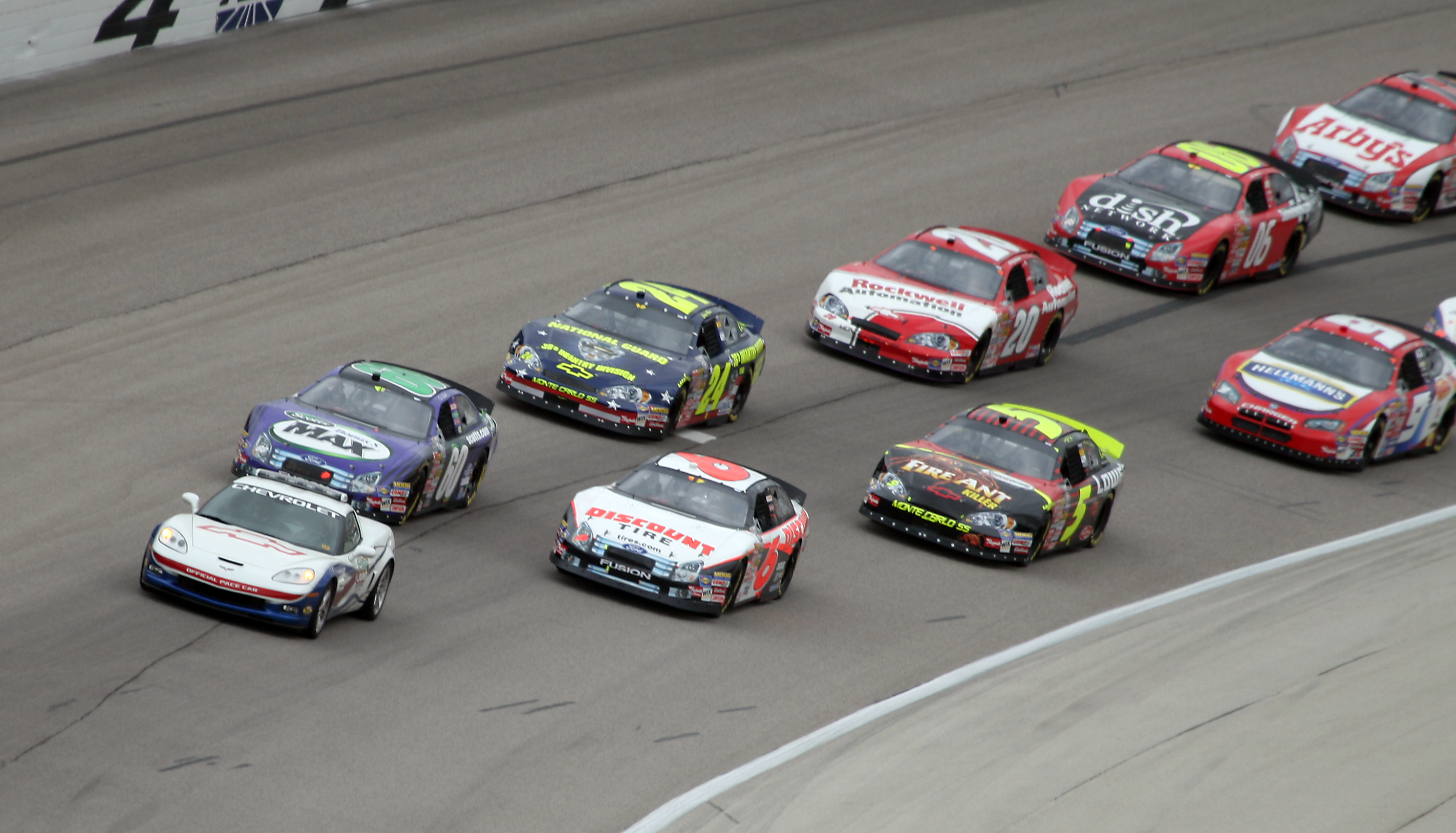
Los pilotos siguen al coche de seguridad en una carrera de la NASCAR Nationwide Series de 2007.

Los motores de la temporada 2007 tienen carburador, árboles de levas en la culata, 5,8 litros de cilindrada y más de 650 CV de potencia máxima (450 CV con placas restrictoras). A partir de 2010, se comenzará a implementar el "Automóvil del Mañana", que tendrá una silueta distinta a la del Automóvil del Mañana de la Copa NASCAR y una batalla más corta. Las carrocerías corresponden al Chevrolet Camaro, Ford Mustang, Dodge Challenger y Toyota Supra.
En 2016, se implementó un sistema eliminatorio de playoffs similar a la Caza por la Copa: el formato consiste de 12 pilotos con dos rondas preliminares de tres carreras, en donde cuatro pilotos quedan eliminados después de cada corte. De esta forma, solo cuatro pilotos llegan a la definición por el título a la carrera final, en donde el piloto mejor ubicado logra el título. En cada ronda se resetean el puntaje de los pilotos, y el ganador de cada carrera se clasifica automáticamente a la siguiente ronda.
La categoría funciona como cantera de pilotos aspirantes a llegar a la Copa NASCAR, como refugio para pilotos que prefieren carreras más cortas, y como método de los pilotos de la división principal de practicar en la misma pista, ya que las fechas son muchas veces compartidas por ambos certámenes. Aunque la NASCAR han creado normas en los últimos años disminuir la participación de los pilotos regulares de la Copa NASCAR.
- En 2011, NASCAR reglamentó que los pilotos pueden sumar puntos en una de las tres series nacionales (Copa NASCAR, Xfinity Series, o Trucks) en una temporada, y no sumar puntos en las tres categorías, como era antes de la implementación de esta regla.
- A partir de 2017, los pilotos de la Copa NASCAR con más de cinco años de experiencia en la serie se le permitirá competir en un máximo de diez carreras en la Xfinity Series, pero no podrán participar en la postemporada.

## Circuitos recientes
Las carreras suele durar entre 200 y 300 millas (320 y 480 km). Hasta 1990, la categoría visitaba principalmente óvalos cortos del sur de Estados Unidos, aunque también óvalos medianos (Charlotte y Darlington), superóvalos (Daytona), circuitos mixtos (Road Atlanta), óvalos del Medio Oeste (Indianapolis Raceway Park y Milwaukee Mile) y el Noreste (como Dover). A partir de la década de 1990 se fueron añadiendo más óvalos medianos, superóvalos y los circuitos mixtos de Watkins Glen y Road America, así como más óvalos del Medio Oeste y Noreste, y óvalos de la Costa Oeste tales como Fontana, Las Vegas y Phoenix. En 2013 se añadió a Mid-Ohio como parte del calendario de la temporada.
La primera fecha fuera de Estados Unidos fue en el Autódromo Hermanos Rodríguez, México, disputada entre 2005 y 2008 y 2025, siempre en un trazado mixto. La categoría corrió en el Circuito Gilles Villeneuve, Canadá, entre 2007 y 2012. 
- Asheville (1982)
- Atlanta (1992-presente)
- Bristol (1982-presente)
- Caraway (1982-1983)
- Charlotte (1982-presente)
- Chicagoland (2001-2019)
- Darlington (1982-presente)
- Daytona (1982-presente)
- Dover (1982-presente)
- Fontana (1997-presente)
- Gateway (1997-2010)
- Greenville-Pickens (1983)
- Hickory (1982-1998)
- Homestead (1995-presente)
- Indyanapolis (2012-presente)
- Indy Raceway Park (1982-2011)
- Iowa (2009-2019)
- Kansas (2001-presente)
- Kentucky (2001-2020)
- Langley (1982-1988)
- Lanier (1988-1992)
- Las Vegas (1997-presente)
- Louisville (1988-1989)
- Martinsville (1982-1994, 2006, 2020-presente)
- Memphis (1999-2009)
- México D.F (2005-2008, 2025-presente)
- Michigan (1992-presente)
- Mid-Ohio (2013-2021)
- Milwaukee (1984-1985, 1993-2009)
- Montreal (2007-2012)
- Myrtle Beach (1988-2000)
- Nashville - Fairgrounds (1984, 1988-1989, 1995-2000)
- Nashville - Lebanon (2001-2011, 2021-presente)
- Nazareth (1988-2004)
- New Hampshire (1990-presente)
- New River Valley (1988-1992)
- North Wilkesboro (1983-1985)
- Orange County (1983-1994)
- Oxford Plains (1986-1988, 1990-1991)
- Peach State (1986-1987)
- Phoenix (1999-presente)
- Pikes Peak (1998-2005)
- Pocono (2016-presente)
- Portland (autódromo) (2022-presente)
- Richmond (1982-presente)
- Road America (2010-presente)
- Road Atlanta (1986-1987)
- Rockingham (1984-2004)
- Sonoma (2023-presente)
- South Boston (1982-1991, 1994-2000)
- Talladega (1992-presente)
- Texas - Austin (2021-presente)
- Texas - Fort Worth (1997-presente)
- Volusia (1989-1992)
- Watkins Glen (1991-2001, 2005-presente)

## Campeones

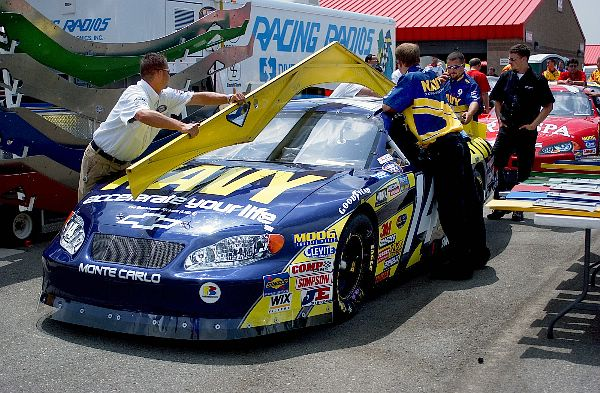
Los oficiales de carrera comprueban que la silueta del automóvil cumple el reglamente, durante una carrera de la temporada 2004.

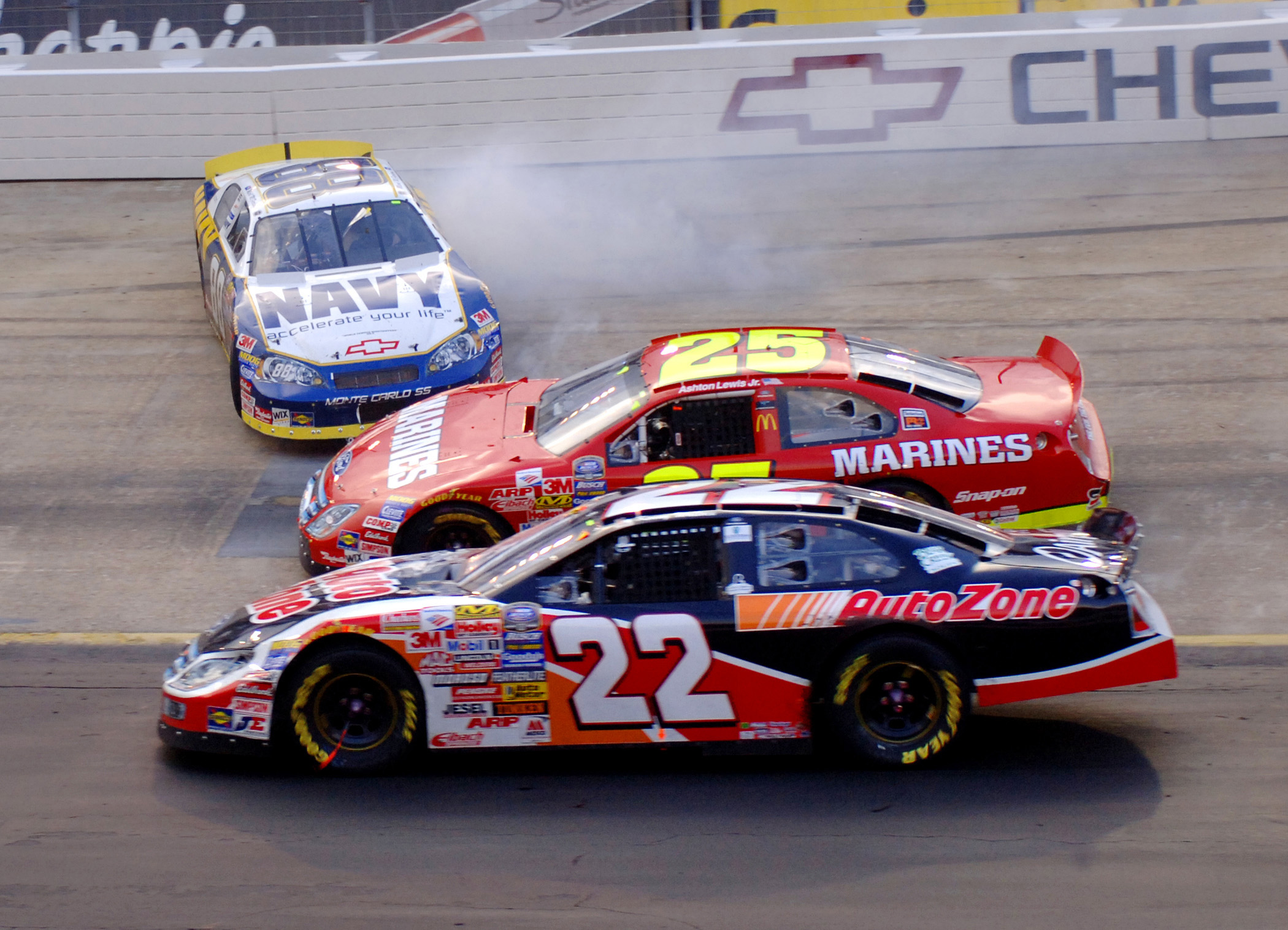
Mark McFarland derrapa fuera de control durante una carrera de 2006.

### Antes de la era Busch Grand National Series
- Nota*: Cabe citar que esta es la era semi-profesional, ya que a partir de 1982 se reconoce oficialmente su profesionalización de dicha serie, anteriormente, era considerada una serie preparada para los pilotos que aún no tenían experiencia en coches Stock, y era de carácter más regionalista.

| NASCAR Sportsman División (1950-1967) - 1950: Mike Klapak - 1951: Mike Klapak - 1952: Mike Klapak - 1953: Johnny Roberts - 1954: Danny Graves - 1955: Billy Myers - 1956: Ralph Earnhardt - 1957: Ned Jarrett - 1958: Ned Jarrett - 1959: Rick Henderson - 1960: Bill Wimble - 1961: Dick Nephew - 1962: Rene Charland - 1963: Rene Charland - 1964: Rene Charland - 1965: Rene Charland - 1966: Don MacTavish - 1967: Pete Hamilton | NASCAR Late Model Sportsman División (1968-1981) - 1968: Joe Thurman - 1969: Red Farmer - 1970: Red Farmer - 1971: Red Farmer - 1972: Jack Ingram - 1973: Jack Ingram - 1974: Jack Ingram - 1975: L. D. Ottinger - 1976: L. D. Ottinger - 1977: Butch Lindley - 1978: Butch Lindley - 1979: Gene Glover - 1980: Morgan Shepherd - 1981: Tommy Ellis |

### Campeones
- (*) Oficialmente se da estatus de segunda serie nacional desde 1982, por lo que esta es considerada la segunda serie más antigua delante de la Truck Series.

| Año  | Piloto campeón       | Equipo                                | Número del coche | Marca      | Victorias | Top 10 | Poles | Puntos (margen) |
| ---- | -------------------- | ------------------------------------- | ---------------- | ---------- | --------- | ------ | ----- | --------------- |
| 1982 | Jack Ingram          | El mismo piloto                       | 11               | Pontiac    | 7         | 24     | 1     | 4495 (47)       |
| 1983 | Sam Ard              | Howard Thomas                         | 00               | Oldsmobile | 10        | 30     | 10    | 5454 (84)       |
| 1984 | Sam Ard              | Howard Thomas                         | 00               | Oldsmobile | 8         | 26     | 7     | 4552 (426)      |
| 1985 | Jack Ingram          | El mismo piloto                       | 11               | Pontiac    | 5         | 22     | 2     | 4106 (29)       |
| 1986 | Larry Pearson        | David Pearson                         | 21               | Pontiac    | 1         | 24     | 1     | 4514 (7)        |
| 1987 | Larry Pearson        | David Pearson                         | 21               | Chevrolet  | 6         | 20     | 3     | 3959 (394)      |
| 1988 | Tommy Ellis          | John Jackson                          | 99               | Buick      | 3         | 20     | 5     | 4281 (295)      |
| 1989 | Rob Moroso           | Dick Moroso                           | 25               | Oldsmobile | 4         | 16     | 7     | 4001 (55)       |
| 1990 | Chuck Bown           | Hubert Hensley                        | 63               | Pontiac    | 6         | 18     | 4     | 4372 (200)      |
| 1991 | Bobby Labonte        | El mismo piloto                       | 44               | Oldsmobile | 2         | 21     | 2     | 4264 (74)       |
| 1992 | Joe Nemechek         | El mismo piloto                       | 87               | Chevrolet  | 2         | 18     | 1     | 4275 (3)        |
| 1993 | Steve Grissom        | Wayne Grissom                         | 31               | Chevrolet  | 2         | 18     | 0     | 3846 (253)      |
| 1994 | David Green          | Bobby Labonte                         | 44               | Chevrolet  | 1         | 14     | 9     | 3725 (46)       |
| 1995 | Johnny Benson        | Bill Baumgardner                      | 74               | Chevrolet  | 2         | 19     | 0     | 3688 (404)      |
| 1996 | Randy LaJoie         | Bill Baumgardner                      | 74               | Chevrolet  | 5         | 20     | 2     | 3714 (29)       |
| 1997 | Randy LaJoie         | Bill Baumgardner                      | 74               | Chevrolet  | 5         | 21     | 2     | 4381 (266)      |
| 1998 | Dale Earnhardt, Jr.  | Dale Earnhardt Inc.                   | 3                | Chevrolet  | 7         | 22     | 3     | 4469 (48)       |
| 1999 | Dale Earnhardt, Jr.  | Dale Earnhardt Inc.                   | 3                | Chevrolet  | 6         | 22     | 3     | 4647 (280)      |
| 2000 | Jeff Green           | Greg Pollex                           | 10               | Chevrolet  | 6         | 27     | 7     | 5005 (616)      |
| 2001 | Kevin Harvick        | Richard Childress                     | 2                | Chevrolet  | 5         | 24     | 4     | 4813 (124)      |
| 2002 | Greg Biffle          | Roush                                 | 60               | Ford       | 4         | 25     | 5     | 4924 (280)      |
| 2003 | Brian Vickers        | Hendrick Motorsports                  | 5                | Chevrolet  | 3         | 21     | 1     | 4637 (14)       |
| 2004 | Martin Truex Jr.     | Chance 2 Motorsports                  | 8                | Chevrolet  | 6         | 26     | 7     | 5173 (230)      |
| 2005 | Martin Truex Jr.     | Dale Earnhardt Inc.                   | 8                | Chevrolet  | 6         | 22     | 3     | 4937 (68)       |
| 2006 | Kevin Harvick        | Richard Childress, Kevin Harvick Inc. | 21, 33           | Chevrolet  | 9         | 32     | 1     | 5648 (824)      |
| 2007 | Carl Edwards         | Roush-Fenway                          | 60               | Ford       | 4         | 21     | 0     | 4805 (618)      |
| 2008 | Clint Bowyer         | Richard Childress                     | 2                | Chevrolet  | 1         | 29     | 0     | 5132 (21)       |
| 2009 | Kyle Busch           | Joe Gibbs                             | 18               | Toyota     | 9         | 30     | 3     | 5682 (210)      |
| 2010 | Brad Keselowski      | Team Penske                           | 22               | Dodge      | 6         | 29     | 5     | 5639 (445)      |
| 2011 | Ricky Stenhouse, Jr. | Roush-Fenway                          | 6                | Ford       | 2         | 26     | 3     | 1,222 (45)      |
| 2012 | Ricky Stenhouse, Jr. | Roush-Fenway                          | 6                | Ford       | 6         | 26     | 4     | 1251 (23)       |
| 2013 | Austin Dillon        | Richard Childress                     | 3                | Chevrolet  | 0         | 22     | 7     | 1180 (3)        |
| 2014 | Chase Elliott        | JR Motorsports                        | 9                | Chevrolet  | 3         | 26     | 2     | 1213 (42)       |
| 2015 | Chris Buescher       | Roush-Fenway                          | 60               | Ford       | 2         | 20     | 0     | 1190 (15)       |
| 2016 | Daniel Suárez        | Joe Gibbs                             | 19               | Toyota     | 3         | 27     | 3     | 4040(2)         |
| 2017 | William Byron        | JR Motorsports                        | 9                | Chevrolet  | 4         | 22     | 2     | 4034 (5)        |
| 2018 | Tyler Reddick        | JR Motorsports                        | 9                | Chevrolet  | 2         | 20     | 0     | 4040 (5)        |
| 2019 | Tyler Reddick        | Richard Childress                     | 2                | Chevrolet  | 6         | 27     | 5     | 4040 (5)        |
| 2020 | Austin Cindric       | Penske                                | 22               | Ford       | 6         | 25     | 3     | 4040 (5)        |
| 2021 | Daniel Hemric        | Joe Gibbs                             | 18               | Toyota     | 1         | 21     | 4     | 4040 (5)        |
| 2022 | Ty Gibbs             | Joe Gibbs                             | 54               | Toyota     | 7         | 23     | 7     | 4040 (5)        |
| 2023 | Cole Custer          | Stewart-Haas                          | 00               | Ford       | 3         | 21     | 6     | 4040 (6)        |

### Campeones de la temporada regular
| Año  | Campeón            | Equipo                   |
| ---- | ------------------ | ------------------------ |
| 2018 | Justin Allgaier    | JR Motorsports           |
| 2019 | Tyler Reddick      | Richard Childress Racing |
| 2020 | Austin Cindric     | Team Penske              |
| 2021 | A. J. Almmendinger | Kaulig Racing            |
| 2022 | A. J. Almmendinger | Kaulig Racing            |
| 2023 | Austin Hill        | Richard Childress Racing |

## Estadísticas

### Número de títulos por pilotos

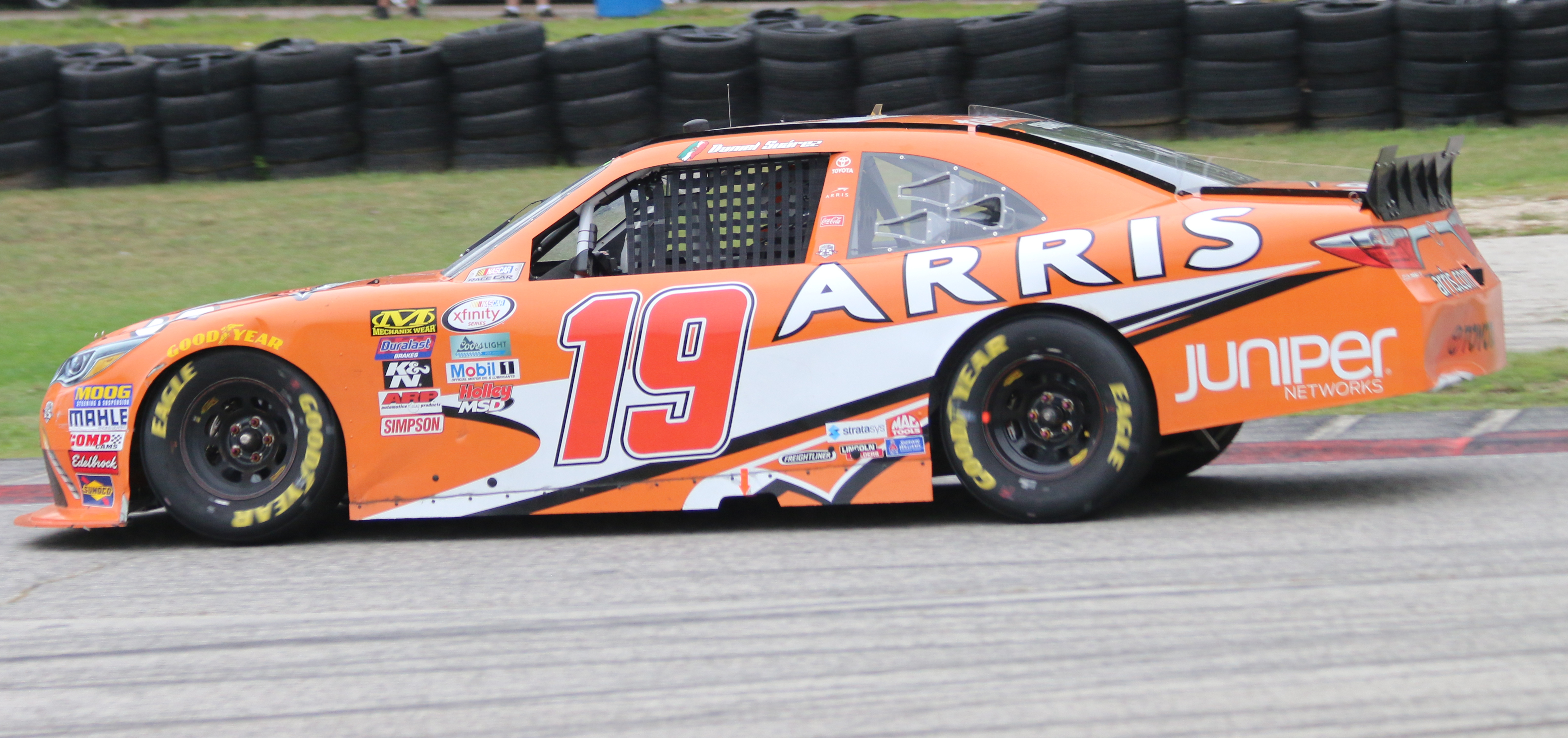
Daniel Suárez primer no estadounidense en ganar un título de NASCAR en 2016

| Piloto               | Total | Temporadas |
| -------------------- | ----- | ---------- |
| Sam Ard              | 2     | 1983, 1984 |
| Jack Ingram          | 2     | 1982, 1985 |
| Larry Pearson        | 2     | 1986, 1987 |
| Randy LaJoie         | 2     | 1996, 1997 |
| Dale Earnhardt, Jr.  | 2     | 1998, 1999 |
| Kevin Harvick        | 2     | 2001, 2006 |
| Martin Truex, Jr.    | 2     | 2004, 2005 |
| Ricky Stenhouse, Jr. | 2     | 2011, 2012 |
| Tyler Reddick        | 2     | 2018, 2019 |
| Tommy Ellis          | 1     | 1988       |
| Rob Moroso           | 1     | 1989       |
| Chuck Bown           | 1     | 1990       |
| Bobby Labonte        | 1     | 1991       |
| Joe Nemechek         | 1     | 1992       |
| Steve Grissom        | 1     | 1993       |
| David Green          | 1     | 1994       |
| Johnny Benson        | 1     | 1995       |
| Jeff Green (piloto)  | 1     | 2000       |
| Greg Biffle          | 1     | 2002       |
| Brian Vickers        | 1     | 2003       |
| Carl Edwards         | 1     | 2007       |
| Clint Bowyer         | 1     | 2008       |
| Kyle Busch           | 1     | 2009       |
| Brad Keselowski      | 1     | 2010       |
| Austin Dillon        | 1     | 2013       |
| Chase Elliott        | 1     | 2014       |
| Chris Buescher       | 1     | 2015       |
| Daniel Suarez        | 1     | 2016       |
| William Byron        | 1     | 2017       |
| Austin Cindric       | 1     | 2020       |
| Daniel Hemric        | 1     | 2021       |
| Ty Gibbs             | 1     | 2022       |
| Cole Custer          | 1     | 2023       |